# 子楝树属
子楝树属（学名：Decaspermum）是桃金娘科下的一个属，为灌木或小乔木植物。该属共有约40余种，分布于热带亚洲及太平洋各岛屿。

## 物种
本属包括以下物种：
- 白毛子楝树 Decaspermum albociliatum
- 琼南子楝树 Decaspermum austrohainanicum
- 秃子楝树 Decaspermum glabrum
- 子楝树 Decaspermum gracilentum
- 海南子楝树 Decaspermum hainanense
- 柬埔寨子楝树 Decaspermum montanum
- 五瓣子楝树 Decaspermum parviflorum
- 圆枝子楝树 Decaspermum teretis